# Ursinia eckloniana
Ursinia eckloniana là một loài thực vật có hoa trong họ Cúc. Loài này được (Sond.) N.E.Br. miêu tả khoa học đầu tiên.